# Asura fuscifusa
Asura fuscifusa är en fjärilsart som beskrevs av George Francis Hampson 1894. Asura fuscifusa ingår i släktet Asura och familjen björnspinnare. Inga underarter finns listade i Catalogue of Life.